# Шкорпион у знаку ваге
„Шкорпион у знаку ваге” је југословенски ТВ филм из 1967. године. Режирао га је Марио Фанели а сценарио је написао Ивица Иванец

## Улоге
| Глумац         | Улога |
| -------------- | ----- |
| Божидар Бобан  |       |
| Ива Марјановић |       |
| Миа Оремовић   |       |
| Иван Шубић     |       |